# جلوي بن تركي بن عبد الله بن محمد آل سعود
الأمير جلوي بن تركي بن عبد الله آل سعود (1233 - 1292) ولد عام 1233هـ في الرياض بعد نكبة الدرعية وهو ابن الإمام تركي بن عبد الله سُمي (جلوي) لأنه ولد وأبوه تركي بن عبد الله في جلوته في جبال (عُلَيَّة) بعد نكبة الدرعية.
أرسله أخوه فيصل في مهمة إلى خورشيد باشا في المدينة المنورة عام 1253هـ، وعندما خرج فيصل إلى بلد الأفلاج غازياً عام 1261هـ جعله أميراً على الرياض، وفي نفس السنة ولاّه قيادة عدة جيوش ومن ثم استعمله أميراً على إقليم القصيم وأنزله في قصر عنيزة في عام 1265هـ واستمر أميراً عليها لمدة خمسة سنوات إلى أن أخرجه أهل عنيزة منه، توفي عام 1292هـ

## اخوانه
- الإمام فيصل بن تركي بن عبد الله آل سعود آل فيصل
- الأمير عبد الله بن تركي بن عبد الله آل سعود آل تركي

## زوجاته
منهم بنات أمير العوشزية بالقرب من مدينة عنيزة في القصيم منصور المطرودي (من بني خالد):
- الأميرة مزنة بنت منصور المطرودي (صاحبة قصة الشجاعة والدهاء المشهورة بشجاعتها وهي المقصودة بالمثل القديم "الله يرحم مزنة"). والدة الأمير سعود، وانجبت ابنة أيضًا (توفيا في صغرهما)
- الأميرة رقية بنت منصور المطرودي (تزوجها بعد وفاة أختها). والدة الأمير عبد الله
- الأميرة نورة بنت أحمد بن محمد السديري.

## أبنائه
- الأمير عبد الله بن جلوي بن تركي آل سعود. وله من الأبناء الأمير منصور، والأمير تركي
- الأمير فهد بن جلوي بن تركي آل سعود (صاحب الحربة التي على باب المصمك)
- الأمير سعود بن جلوي بن تركي آل سعود
- الأمير عبد العزيز بن جلوي بن تركي آل سعود
- الأمير مساعد بن جلوي بن تركي آل سعود، والد الأميرة الجوهرة والدة الملك خالد بن عبد العزيز
- الأمير عبد المحسن بن جلوي بن تركي آل سعود. وله من الأبناء الأمير جلوي، والأمير عبد الله
- الأمير مشاري بن بندر بن جلوي بن تركي آل سعود. وله من الأحفاد الأمير مشاري بن فيصل بن فهد بن مشاري بن جلوي بن تركي آل سعود (متزوج من الأميرة مضاوي بنت بندر بن عبد العزيز آل سعود)